# UD Almería
Unión Deportiva Almería, S.A.D. (phát âm tiếng Tây Ban Nha: [uˈnjon depoɾˈtiβ(a) almeˈɾi.a]) là một câu lạc bộ bóng đá ở Almería, trong vùng tự trị Andalusia. Câu lạc bộ được thành lập vào ngày 26 tháng 7 năm 1989 và được gọi là Almería Club de Fútbol cho đến năm 2001, khi câu lạc bộ được đổi tên thành Unión Deportiva Almería. Câu lạc bộ hiện đang chơi ở giải Segunda División của Tây Ban Nha và chơi các trận đấu sân nhà của họ tại UD Almería có sức chứa 17.400 chỗ ngồi.

## Lịch sử
Câu lạc bộ bóng đá đầu tiên ở Almería được thành lập vào năm 1909 với tên Almería Foot-Ball Club. Từ đó đến nay, đã có một vài câu lạc bộ ở Almería được thành lập hoặc giải thể. Một trong số đó là AD Almería, một đội bóng thi đấu ở La Liga giữa năm 1979-81, nhưng giải thể vào năm 1982, và được cho là tiền thân của UD Almería.
Vào năm 1989, câu lạc bộ có tên Almería Club de Fútbol được thành lập, nhưng vào năm 2001 thì đổi tên thành Unión Deportiva Almería. Vào ngày 19 tháng 1 năm 2001 thị trưởng của thành phố Almería là Santiago Martínez Cabrejas thông báo trước hội đồng thành phố rằng câu lạc bộ mới UD Almería đã được thành lập sau khi hợp nhất hai đội của thành phố - Polideportivo Almería và Almería CF. Nhưng UD Almería chưa là câu lạc bộ chính thức cho đến ngày 28 tháng 6 năm 2001, khi Almería CF phê duyệt tại Đại hội đồng cổ đông về việc đổi tên. Sau khi chơi một mùa giải ở giải hạng hai, họ bị xuống hạng xuống giải hạng ba và hạng tư.
Sau khi trải qua vài mùa giải ở giải hạng hai, đội bóng của Almería lần đầu tiên được thăng hạng lên La Liga sau khi về nhì ở mùa giải 2006–07. Sau khi có một màn trình diễn xuất sắc, như trận thắng Deportivo de La Coruña 3–0 trên sân khách trong trận đầu tiên tại La Liga, đội bóng đã giành được vị trí thứ 8 chung cuộc trong mùa giải 2007–08. Người dẫn dắt câu lạc bộ là huấn luyện viên Unai Emery, tiền đạo Álvaro Negredo đã được danh hiệu danh hiệu Vua phá lưới với 13 bàn thắng.

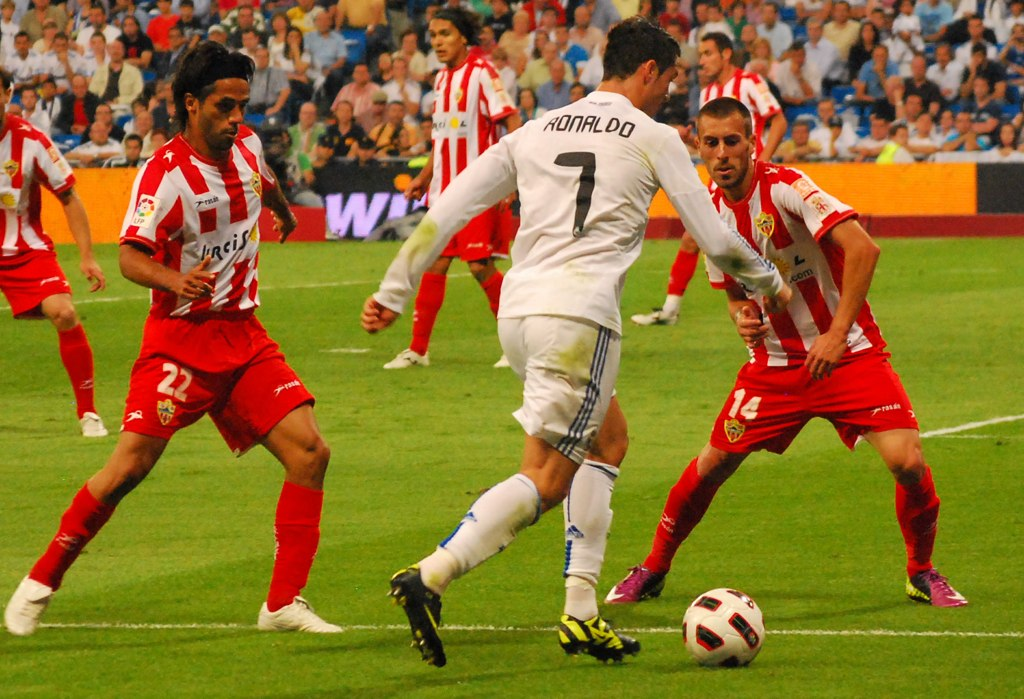
Cầu thủ của UD Almería gặp cầu thủ của Real Madrid's Cristiano Ronaldo vào năm 2011.

Sau khi Emery đến Valencia CF, Gonzalo Arconada tiếp quản chiếc ghế huấn luyện viên, nhưng bị sa thải vào ngày 21 tháng 12 năm 2008 sau một chuỗi kết quả bết bát, mặc dù chưa từng lọt vào nhóm xuống hạng. Huấn luyện viên Mexico Hugo Sánchez đã đảm nhận công việc và đã có kết quả tốt hơn một chút, cho vị trí cuối cùng ở giữa bảng xếp hạng.
Vào mùa giải 2010–11, Almería lần đầu tiên lọt vào bán kết Copa del Rey. Tuy nhiên, ở La Liga, câu lạc bộ cuối cùng đã phải xuống hạng sau bốn năm thi đấu ở giải đấu hàng đầu Tây Ban Nha; vào tháng 11 năm 2010, huấn luyện viên Juan Manuel Lillo bị sa thải sau trận thua 0-8 trên sân nhà trước FC Barcelona (chính xác là đội đã loại Andalusians ở vòng tứ kết Cúp Nhà Vua Tây Ban Nha, với cùng tỷ số, nhưng tính tổng), và người kế nhiệm José Luis Oltra cũng cùng chung số phận, vào tháng 4 năm 2011. Ông được thay thế bởi Roberto Olabe.
Sau hải mùa giải ở giải hạng hai, Almería quay trở lại hạng đấu cao nhất Tây Ban Nha vào 20 tháng 6 năm 2013, sau khi đánh bại Girona FC ở play-offs. Sau sự ra đi của huấn luyện viên Javi Gracia, câu lạc bộ đã bổ nhiệm cựu cầu thủ và huấn luyện viên đội B Francisco Javier Rodríguez Vílchez; câu lạc bộ đã thoát cảnh xuống hạng vào mùa giải 2013–14, kết thúc ở vị trí thứ 16.
Fransico bị sa thải vào tháng 12 năm 2014, sau khi chỉ giành được 2 điểm sau tổng số 24 trận đấu, và được thay thế bởi Juan Ignacio Martínez. "JIM" cũng chỉ dẫn dắt đội đến tháng tư năm sau, và được thay thế với Sergi Barjuán, câu lạc bộ cuối cùng xuống hạng với vị trí thứ 19.
Vào mùa giải 2018-19, Almería cuối cùng đã thoát khỏi cuộc chiến khó khăn để trụ lại Segunda División cho đến những trận đấu cuối cùng cũng như trong suốt 3 mùa giải trước đó. Lần này họ tiến gần hơn đến trận play-off thăng hạng lên La Liga, và đứng thứ 10 trong tổng số 22 đội.

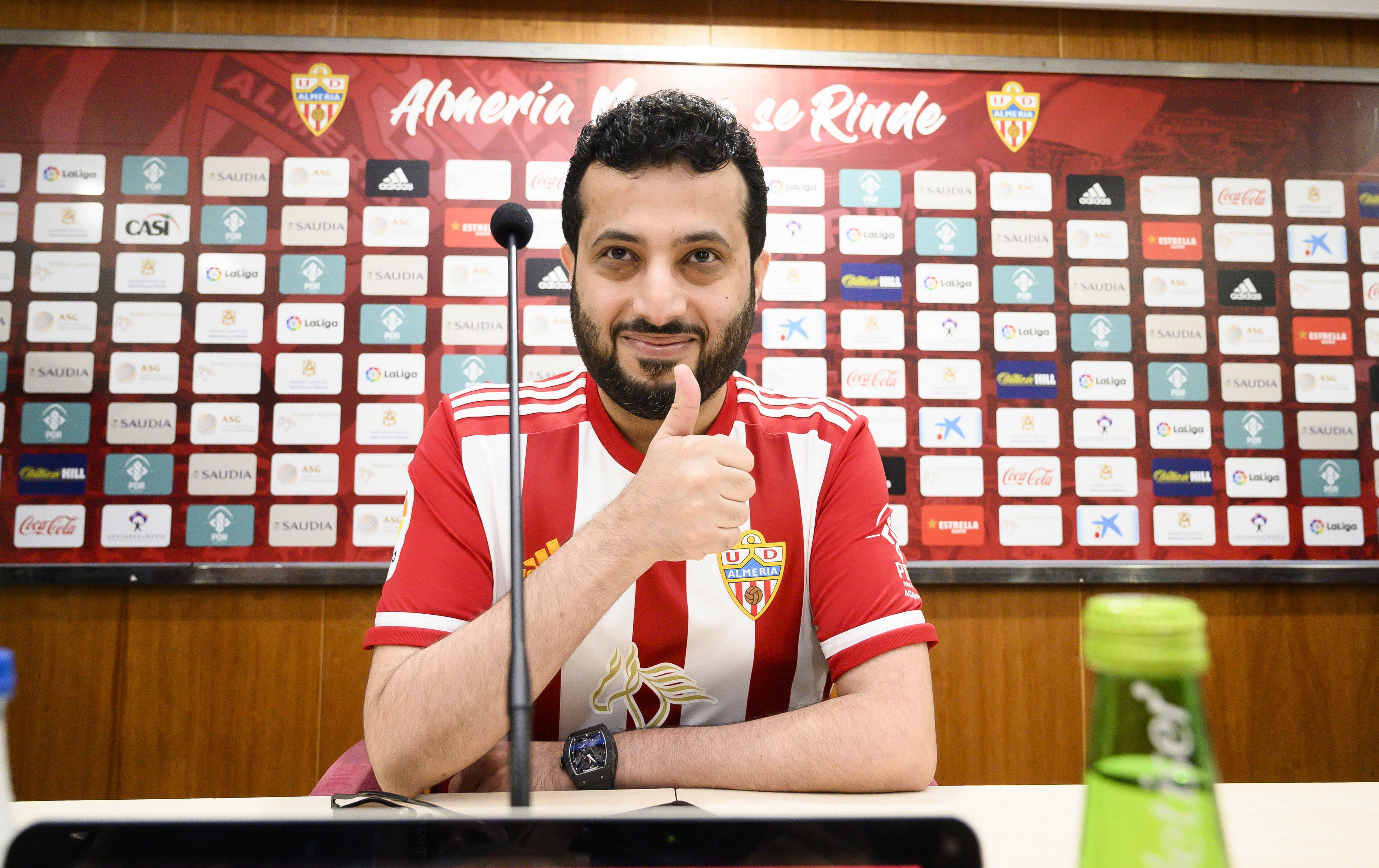
Turki Al-Sheikh trong cuộc họp báo vào năm 2019

Vào ngày 2 tháng 8 năm 2019, Turki Al-Sheikh trở thành chủ sở hữu của Almería, thay thế Alfonso García Gabarrón. Ông bổ nhiệm Mohamed El Assy làm tổng giám đốc, Dario Drudi là giám đốc thể thao, thay thế Miguel Ángel Corona, và huấn luyện viên Óscar Fernández được thay thế bởi Pedro Emanuel. Vào ngày 5 tháng 11 năm 2019, Guti được công bố thay thế Emanuel. Vào ngày 26 tháng 6 năm 2020, anh bị thôi việc và được thay thế bởi Mario Silva, người được thay thế bởi José Gomes vào ngày 27 tháng 7.
Vào tháng 8 năm 2021, UD Almería (Mohamed El Assy) và Ayuntamiento de Almería (Ramón Fernández-Pacheco Monterreal) đã đồng ý về việc giải trí hoạt động của Estadio de los Juegos Mediterráneos thuộc sở hữu của thành phố với khoảng thời gian 25 năm. Vào tháng 7 năm 2022, câu lạc bộ đã được lên chơi La Liga một lần nữa sau khi vô địch Segunda División một cách thuyết phục, ở vòng cuối cùng của mùa giải 2021-2022, sau bảy năm chơi bóng ở giải hạng hai.

## Lịch sử mùa giải
| Mùa giải  | Cấp độ | Giải       | Vị trí | Copa del Rey |
| --------- | ------ | ---------- | ------ | ------------ |
| 1989–90   | 5      | Reg. Pref. | 1st    |              |
| 1990–91   | 5      | Reg. Pref. | 3rd    |              |
| 1991–92   | 5      | Reg. Pref. | 2nd    |              |
| 1992–93   | 4      | 3ª         | 2nd    |              |
| 1993–94   | 3      | 2ª B       | 11th   | Vòng 4       |
| 1994–95   | 3      | 2ª B       | 2nd    | Vòng 2       |
| 1995–96   | 2      | 2ª         | 16th   | Vòng 2       |
| 1996–97   | 2      | 2ª         | 17th   | Vòng 2       |
| 1997–98   | 3      | 2ª B       | 7th    | Vòng 2       |
| 1998–99   | 3      | 2ª B       | 18th   |              |
| 1999–2000 | 4      | 3ª         | 4th    |              |
| 2000–01   | 3      | 2ª B       | 11th   |              |
| 2001–02   | 3      | 2ª B       | 3rd    |              |
| 2002–03   | 2      | 2ª         | 18th   | Vòng 1/32    |
| 2003–04   | 2      | 2ª         | 13th   | Vòng 1/32    |
| 2004–05   | 2      | 2ª         | 14th   | Vòng 2       |
| 2005–06   | 2      | 2ª         | 6th    | Vòng 1       |
| 2006–07   | 2      | 2ª         | 2nd    | Vòng 3       |
| 2007–08   | 1      | 1ª         | 8th    | Vòng 1/32    |
| 2008–09   | 1      | 1ª         | 11th   | Vòng 1/16    |

| Mùa giải | Cấp độ | Giải | Vị tí | Copa del Rey |
| -------- | ------ | ---- | ----- | ------------ |
| 2009–10  | 1      | 1ª   | 13th  | Vòng 1/32    |
| 2010–11  | 1      | 1ª   | 20th  | Bán kết      |
| 2011–12  | 2      | 2ª   | 7th   | Vòng 1/32    |
| 2012–13  | 2      | 2ª   | 3rd   | Vòng 1/32    |
| 2013–14  | 1      | 1ª   | 17th  | Vòng 1/16    |
| 2014–15  | 1      | 1ª   | 19th  | Vòng 1/16    |
| 2015–16  | 2      | 2ª   | 18th  | Vòng 1/32    |
| 2016–17  | 2      | 2ª   | 15th  | Vòng 2       |
| 2017–18  | 2      | 2ª   | 18th  | Vòng 2       |
| 2018–19  | 2      | 2ª   | 10th  | Vòng 1/32    |
| 2019–20  | 2      | 2ª   | 4th   | Vòng 1       |
| 2020–21  | 2      | 2ª   | 4th   | Tứ kết       |
| 2021–22  | 2      | 2ª   | 1st   | Vòng 1/32    |
| 2022–23  | 1      | 1ª   | 17th  |              |

- 7 mùa giải ở La Liga
- 16 mùa giải ở Segunda División
- 6 mùa giải ở Segunda División B
- 2 mùa giải ở Tercera División
- 3 mùa giải ở Categorías Regionales

## Cầu thủ

### Đội hình hiện tại
Tính đến ngày 2/9/2024.
Ghi chú: Quốc kỳ chỉ đội tuyển quốc gia được xác định rõ trong điều lệ tư cách FIFA. Các cầu thủ có thể giữ hơn một quốc tịch ngoài FIFA.
| Số | VT | Quốc gia    | Cầu thủ         |
| -- | -- | ----------- | --------------- |
| 1  | TM | Bồ Đào Nha  | Luís Maximiano  |
| 2  | TV | Tây Ban Nha | Arnau Puigmal   |
| 3  | HV | Tây Ban Nha | Edgar González  |
| 4  | HV | Brasil      | Kaiky           |
| 5  | TV | Argentina   | Lucas Robertone |
| 6  | TV | Sénégal     | Dion Lopy       |
| 7  | TV | Tây Ban Nha | Nico Melamed    |
| 8  | TV | Tây Ban Nha | Gonzalo Melero  |
| 9  | TĐ | Colombia    | Luis Suárez     |
| 11 | TV | Tây Ban Nha | Sergio Arribas  |
| 12 | TĐ | Brasil      | Léo Baptistão   |

| Số | VT | Quốc gia    | Cầu thủ                |
| -- | -- | ----------- | ---------------------- |
| 13 | TM | Tây Ban Nha | Fernando Martínez      |
| 15 | TV | Ghana       | Iddrisu Baba           |
| 16 | HV | Serbia      | Aleksandar Radovanović |
| 17 | HV | Tây Ban Nha | Alejandro Pozo         |
| 18 | HV | Tây Ban Nha | Marc Pubill            |
| 19 | TĐ | Serbia      | Marko Milovanović      |
| 20 | HV | Tây Ban Nha | Álex Centelles         |
| 21 | HV | Tây Ban Nha | Chumi                  |
| 22 | HV | México      | César Montes           |
| 24 | HV | Mozambique  | Bruno Langa            |
| 27 | TV | Bồ Đào Nha  | Gui Guedes             |

### Đội dự bị
Ghi chú: Quốc kỳ chỉ đội tuyển quốc gia được xác định rõ trong điều lệ tư cách FIFA. Các cầu thủ có thể giữ hơn một quốc tịch ngoài FIFA.
| Số | VT | Quốc gia    | Cầu thủ       |
| -- | -- | ----------- | ------------- |
| 28 | TĐ | Maroc       | Rachad Fettal |
| 30 | TĐ | Tây Ban Nha | Valen Gómez   |

| Số | VT | Quốc gia    | Cầu thủ        |
| -- | -- | ----------- | -------------- |
| 31 | TM | Tây Ban Nha | Bruno Iribarne |

### Cho mượn
Ghi chú: Quốc kỳ chỉ đội tuyển quốc gia được xác định rõ trong điều lệ tư cách FIFA. Các cầu thủ có thể giữ hơn một quốc tịch ngoài FIFA.
| Số | VT | Quốc gia | Cầu thủ |
| -- | -- | -------- | ------- |

## Ban huấn luyện
| Chức vụ                                     | Tên                                                  |
| ------------------------------------------- | ---------------------------------------------------- |
| Huấn luyện viên trưởng                      | Alberto Lasarte (người chăm sóc)                     |
| Trợ lý huấn luyện viên                      |                                                      |
| Huấn luyện viên thể hình                    | Víctor Fortes                                        |
| Huấn luyện viên thủ môn                     | Ricardo Molina                                       |
| Nhà phân tích                               | José Luis Deus Rodríguez Ramón Arturo Pons           |
| Bác sỹ                                      | Diego Portugal Jesús Dueñas                          |
| Chuyên gia dinh dưỡng                       | José González                                        |
| Nhà vật lý trị liệu                         | Cid Andrade Pedro Serrano Pepe Álvarez Edu Antequera |
| Huấn luyện viên thể hình phục hồi chức năng | Álvaro Cano                                          |
| Quản lý đội                                 | Mohamed El Assy                                      |
| Đại diện                                    | Jorge Díaz                                           |
| Nam quản lý trang phục                      | Bernardo Hernández Juan Ventaja Mateo Ruiz           |
| Nữ quản lý trang phục                       | Mari César                                           |

Cập nhật lần cuối: tháng 9/2023
Nguồn: UD Almería

## Những cầu thủ nổi bật
Ghi chú: trong danh sách này cầu thủ ít nhất có 100 lần thi đấu cho câu lạc bộ/đội tuyển quốc gia
| - Sofiane Feghouli - Hernán Bernardello - Pablo Piatti - Óscar Ustari - Diego Valeri - Diego Alves - Paulo Jamelli - Felipe Melo - Michel Macedo - Jonathan Zongo | - Modeste M'bami - Hans Martínez - Lorenzo Reyes - Fabián Vargas - Thievy Bifouma - Mate Bilić - Michael Jakobsen - Sena - Ferenc Horváth - Tomer Hemed | - Sander Westerveld - Ramon Azeez - Kalu Uche - Diego Barreto - Peque Benítez - Santiago Acasiete - Miguel Rebosio - Hélder Barbosa - Nélson Marcos - Constantin Gâlcă | - Veljko Paunović - Bruno - Álvaro Cervera - Juan Cervián - Corona - Albert Crusat - Esteban - Esteban Navarro - Francisco - Carlos García | - Julio - López Rekarte - Luna - Mané - Álvaro Negredo - José Ortiz - Juanma Ortiz - Juan Portillo - Raúl Sánchez - Fernando Soriano | - Ángel Trujillo - Verza - Aleix Vidal - Henok Goitom - Teerasil Dangda - Julio Álvarez - Ivica Barbarić |

## Trang phục
| Thời kỳ | Nhà sản xuất áo đấu | Nhà tài trợ        |
| ------- | ------------------- | ------------------ |
| 2001–07 | Cejudo              | Obrascampo         |
| 2007–08 | UDA                 | Obrascampo         |
| 2008–10 | UDA                 | None1              |
| 2010–12 | Rasán               | Urcisol            |
| 2012–19 | Nike                | Urcisol            |
| 2019–20 | Adidas              | Arabian Centres    |
| 2020–22 | Puma                | Arabian Centres    |
| 2022–   | Castore             | Khaled Juffali Co. |

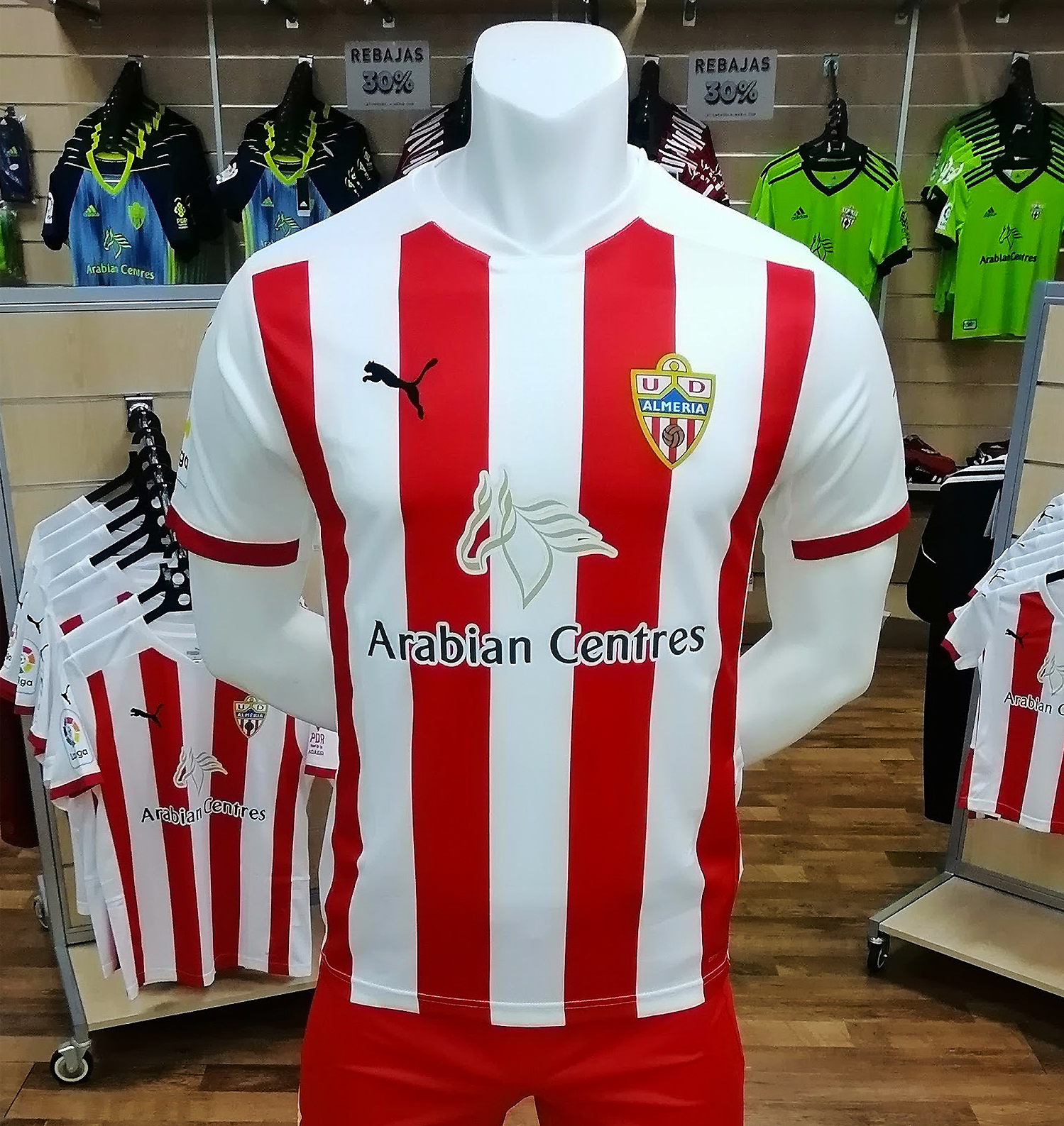
Trang phục của Almería mùa giải 2020–21.

1 Áo có chứa những thông điệp như Isla del Fraile hoặc Corredor de Vida.

## Danh hiệu
- Segunda División: 2021–22